# Lepanthopsis ornipteridion
Lepanthopsis ornipteridion är en orkidéart som beskrevs av Donald Dungan Dod. Lepanthopsis ornipteridion ingår i släktet Lepanthopsis och familjen orkidéer. Inga underarter finns listade i Catalogue of Life.